# Villa Cigolotti

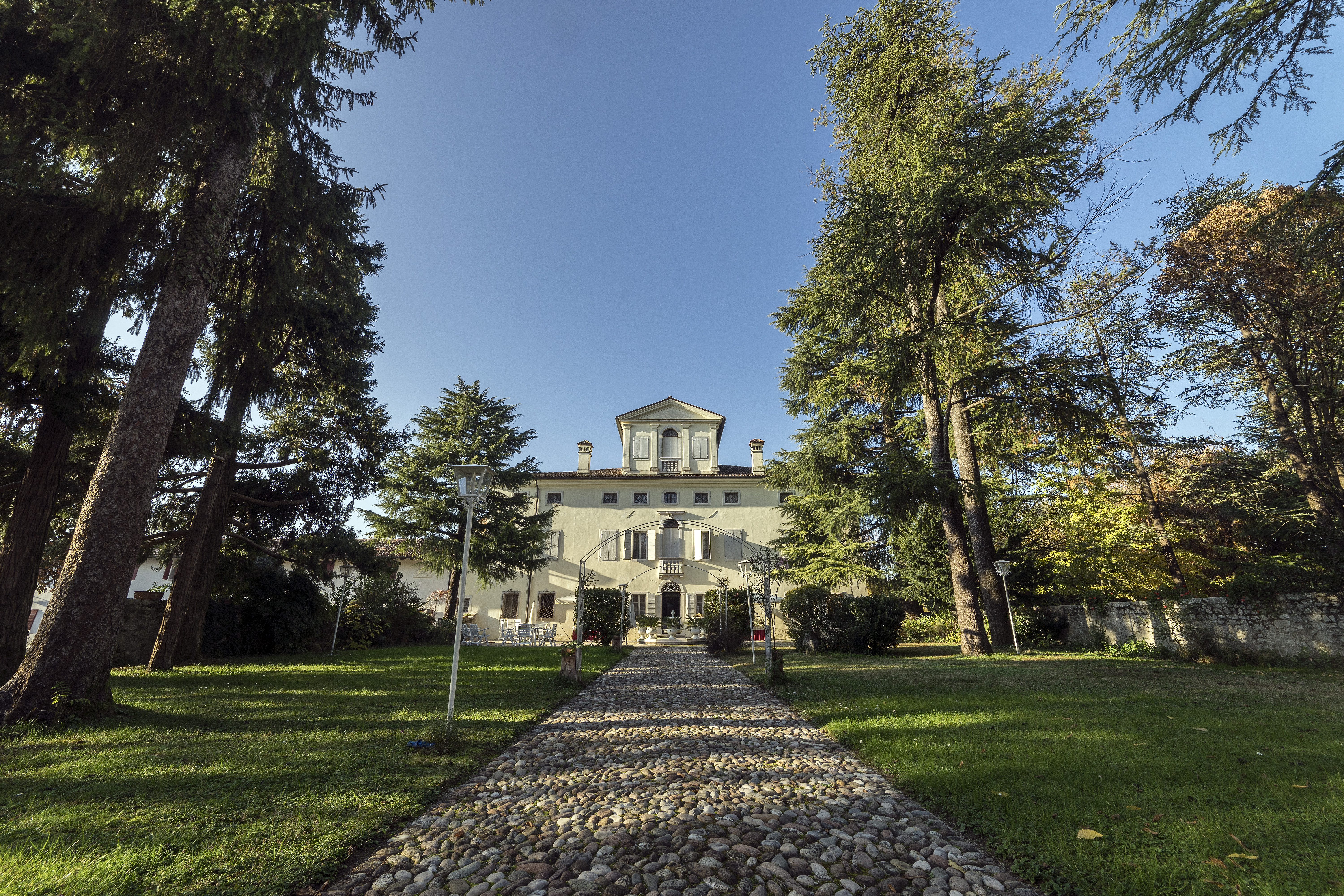
Villa Cigolotti in Basaldella

Die Villa Cigolotti ist ein Landhaus in Basaldella, einem Ortsteil von Vivaro in der italienischen Region Friaul-Julisch Venetien. Die Villa wurde nach ihren ersten Eigentümern und Auftraggebern des Gebäudes, den Grafen Cigolotti, benannt.
Seit dem Bau des Landhauses 1740 und für die folgenden 250 Jahre diente das Gebäude den verschiedenen, im Laufe der Jahrzehnte auf einander folgenden Eigentümern als private Wohnstatt. Heute wird die Villa Cigolotti als Hotel und Veranstaltungsort genutzt.

## Geschichte

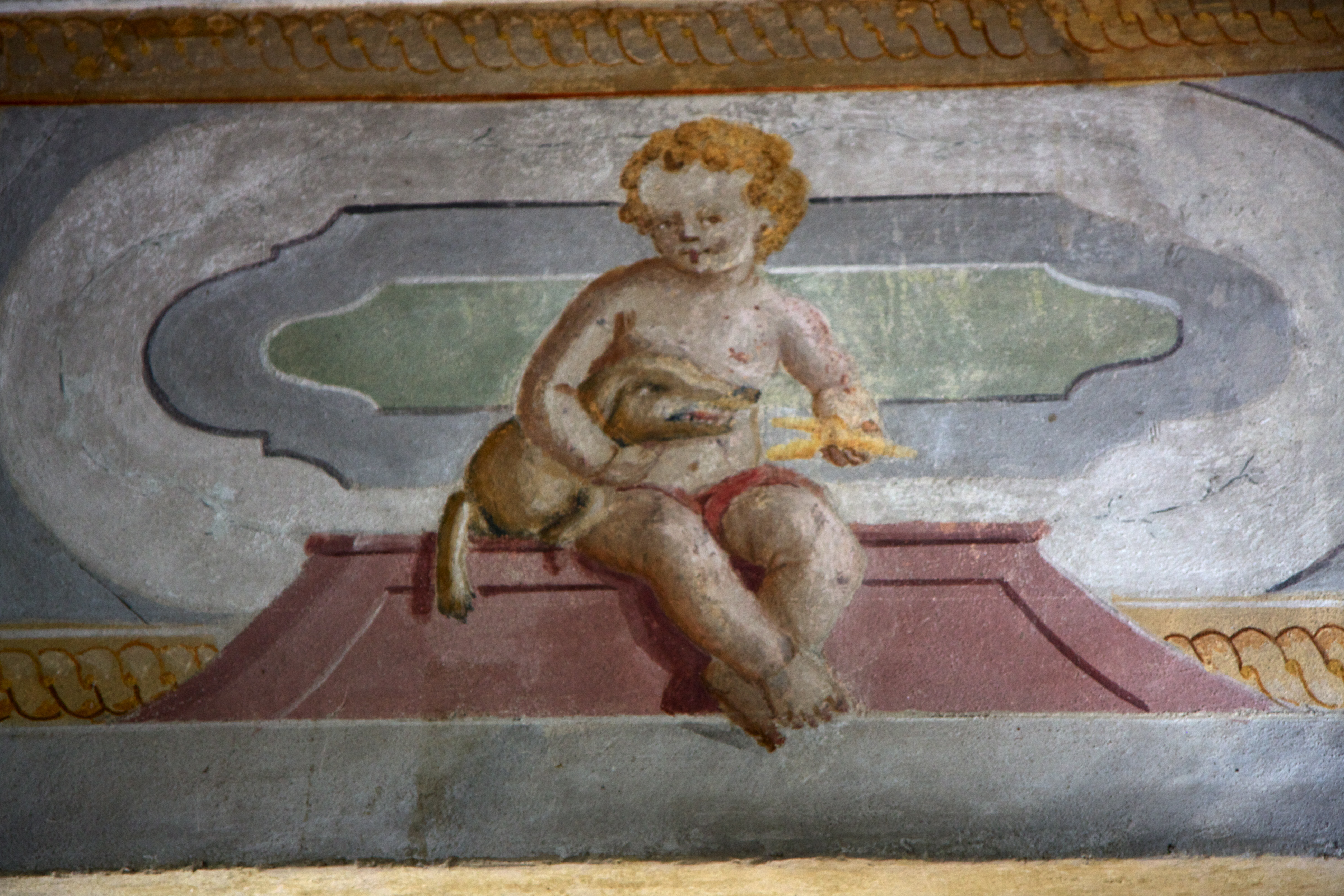
Dekoratives Fresko im Stanza dei Putti in der Villa Cigolotti

Der Bau des Landhauses wurde von der Familie der Grafen Cigolotti beauftragt. Die Adligen stammten aus dem Val di Ledro im südwestlichen Trentino und dienten traditionell der Republik Venedig.
Die Arbeiten zum Bau der Villa begannen 1740, als die Familie Cigolotti einen Wohnsitz im westlichen Friaul, der Region, in der sie ihre Tätigkeiten ausübte, benötigte.
Die Familie Cigolotti war dank der Vermittlung der einflussreichen Familie Correr, mit denen die Cigolottis durch hervorragende Beziehungen verbunden waren, auf dem Gebiet der Holzbeschaffung für die Republik Venedig beschäftigt. Wegen der Ausdünnung der Waldreserve im ursprünglichen Gebiet zogen die ‚‘Cigolottis‘‘ in den ersten Jahren des 18. Jahrhunderts auf Veranlassung der Corrers in das westliche Friaul um.
Die Cigolottis fanden ihr Material in den Wäldern der westlichen Voralpen des Friaul; es wurde dann über Wasserwege nach Venedig geschafft.
1740 florierte dieser Wirtschaftssektor und mit ihm auch die Einkünfte der Familie. Dank günstiger wirtschaftlicher Bedingungen ließen die Cigolottis mit den Bauarbeiten für ein Landhaus in der Nähe von Basaldella, einem Ortsteil von Vivaro am Fuße der Berge im westlichen Friaul beginnen.
Die Lage des bebaubaren Grundstücks war strategisch günstig, da es nicht allzu weit von den Voralpen zwischen den beiden Flussbetten der Meduna und der Cellina, die die Wasserwege bildeten, lag.
Der Hauptteil des Hauses wurde nach den damaligen Praxisprinzipien des Palladianismus gebaut, wenn auch mit einer baulichen Variante auf der Längsachse der Villa. Auf der Ostseite des Landhauses wurde ein Bereich zur Nutzung als „Fugolar“ integriert, was typisch für das Friaul war; bei venezianischen Landhäusern war dies nicht üblich. Man nahm daher an, das der Bereich des „Fugolars“ vor dem Bau des Hauptteils bereits existierte und das Landhaus auf den Fundamenten eines früheren Wohnhauses erbaut worden wäre.

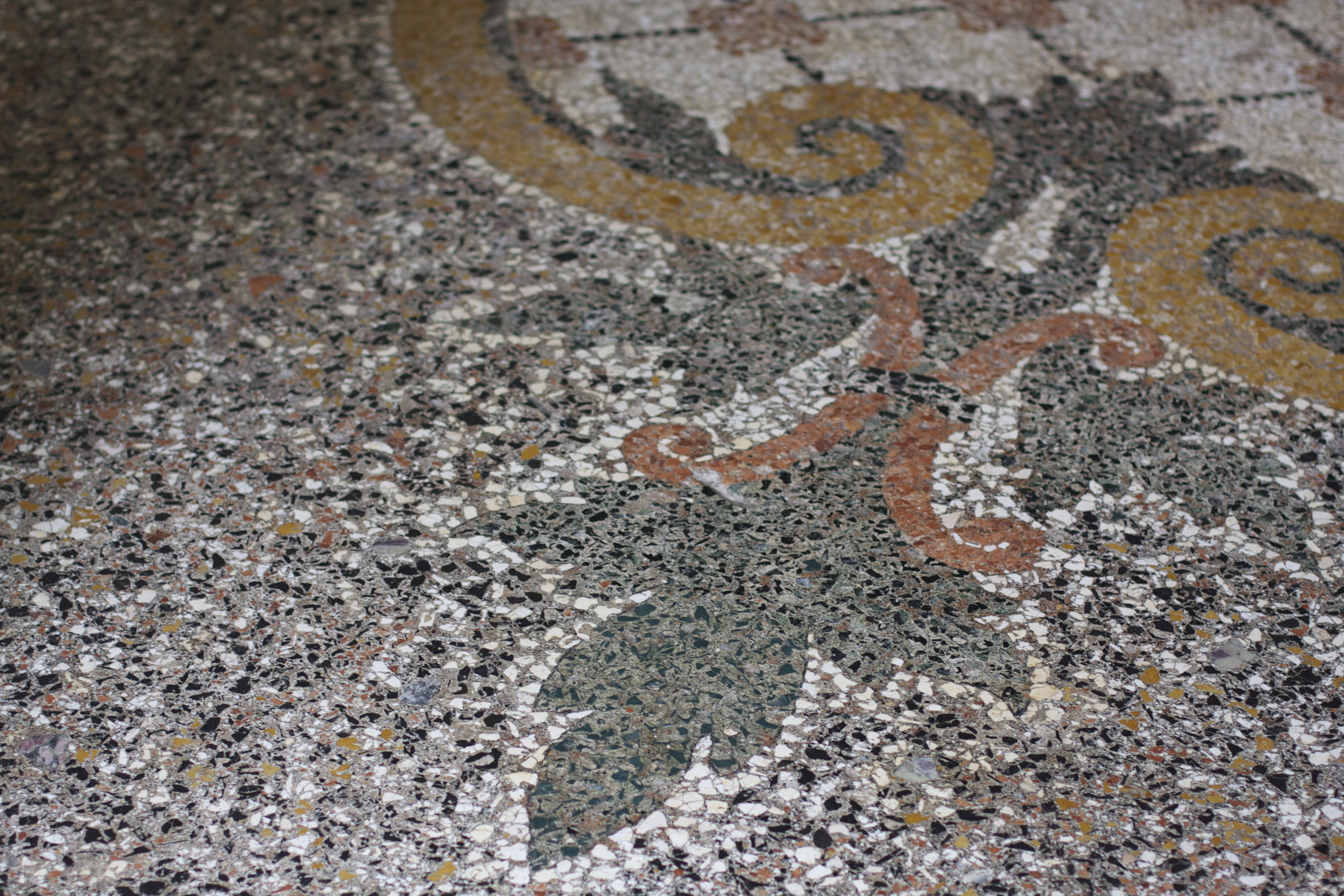
Detail des Mosaikbodens in der Villa Cigolotti

Die wertvollen Mosaike aus venezianischem Seminato, die auch heute noch die Böden des Landhauses schmücken, wurden während der Bauzeit des Hauses oder in den Jahren unmittelbar danach ausgeführt.
Anfangs diente die Villa nur als Sommerhaus, aber Ende des 18. Jahrhunderts wurde das Anwesen strukturellen Änderungen unterzogen, sodass die Familie und die Bediensteten die ganze Zeit des Jahres dort leben konnten. Dies geschah, damit die Familie in dem Gebiet, in dem sich ihre Geschäfte abspielten, präsenter sein konnte, und vermutlich auch, wegen des Niedergangs der Republik Venedig 1797 und der anschließenden Abgabe deren Territoriums an das österreichisch-ungarische Kaiserreich.

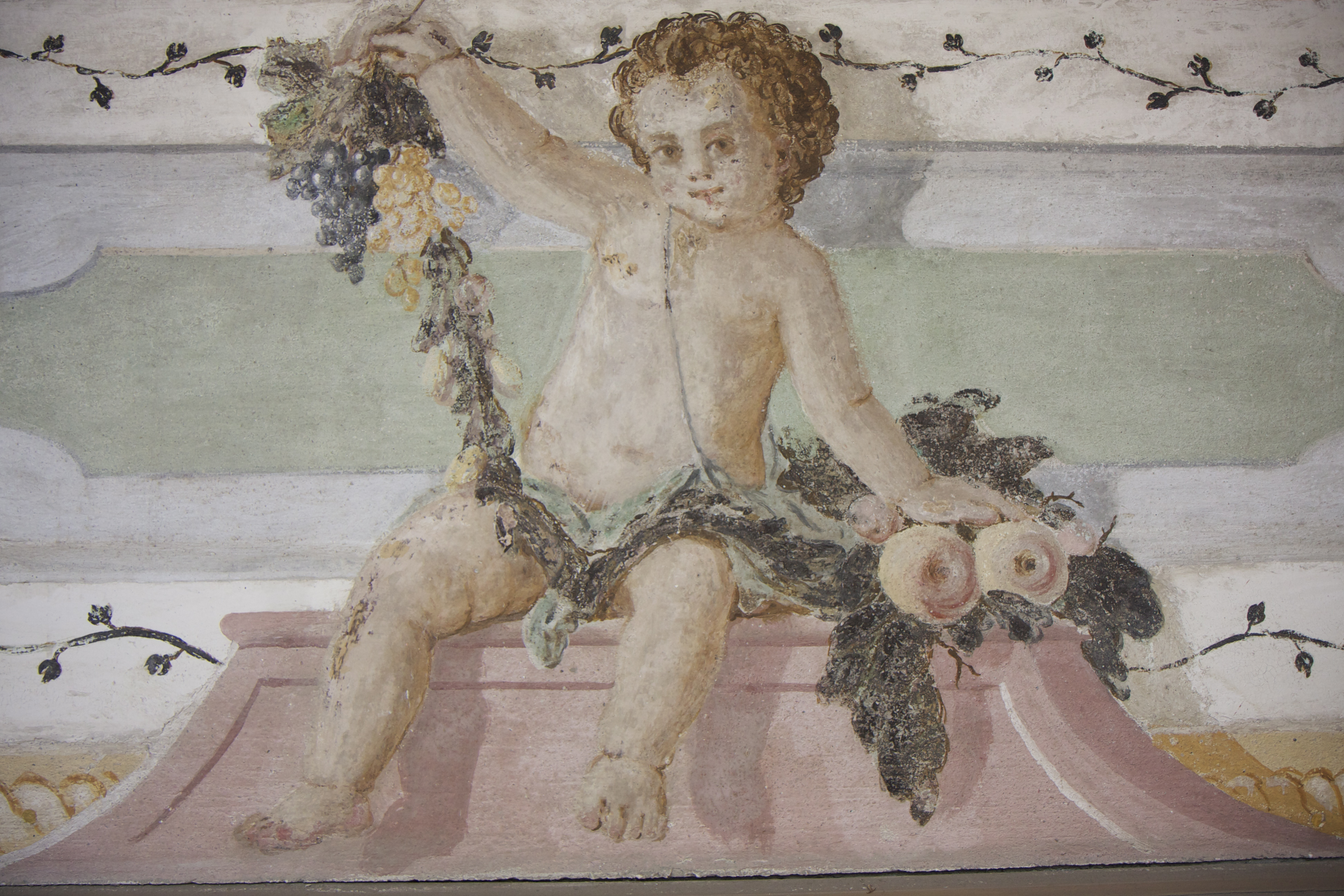
Fresko in der Sala dei Putti

Gerade Anfang des 19. Jahrhunderts, als sich die Familie definitiv in der Villa in ‚‘Basaldella‘‘ niederließ, wurden die Fresken und Friese zur Zier in einem zarten neu-pompeianischen Stil geschaffen, während die Mosaike, die die Böden zierten, bereits ab 1740 und in den Jahren unmittelbar danach ausgeführt worden waren.
Mitte des 19. Jahrhunderts zog die Familie Cigolotti um und verkaufte das Landhaus, das dann in der Folge einer Reihe lokaler Familien gehörte, darunter die der Miniscalcos.

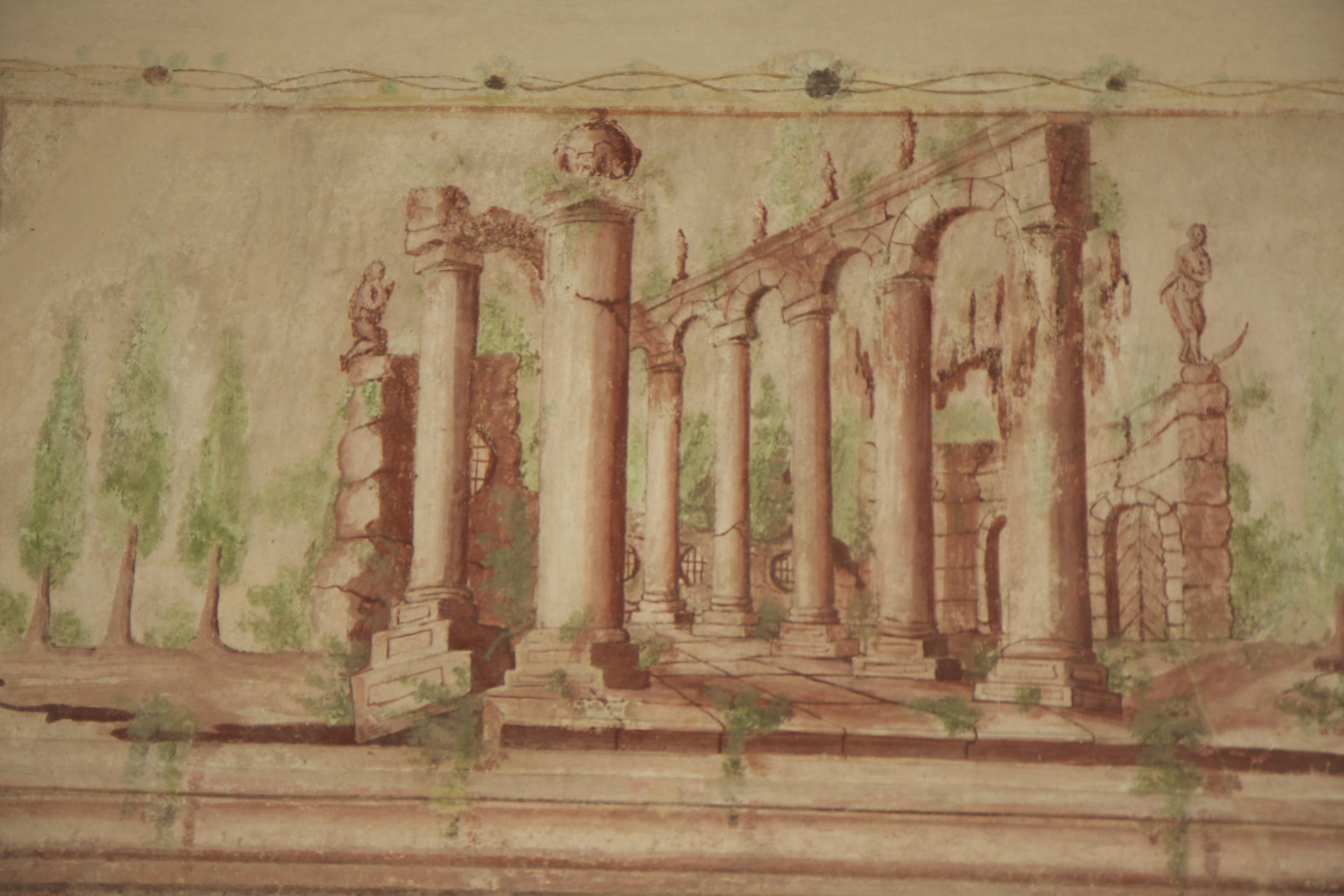
Dekoratives Fresko in neu-pompeianischem Stil im Zimmer der Gräfin

Die zweite Hälfte des 20. Jahrhunderts, die Zeit zwischen dem Zweiten Weltkrieg und dem Ende des Jahrhunderts, hat die Villa in einem Zustand ernsthafter Vernachlässigung überlebt, die auch ihre strukturelle Standfestigkeit untergrub.
1996 kaufte ein Privatmann die Villa Cigolotti und beauftragte ihre Restaurierung, die vier Jahre dauerte und unter der Aufsicht der regionalen Abteilung des ‚‘Ministero dei Beni Culturali‘‘ (dt.: Kulturministerium) durchgeführt wurde.
Heute wird die Villa Cigolotti, die vollständig restauriert wurde und zu altem Glanz zurückkehrte, als Unterkunft für Gastgewerbedienste genutzt.

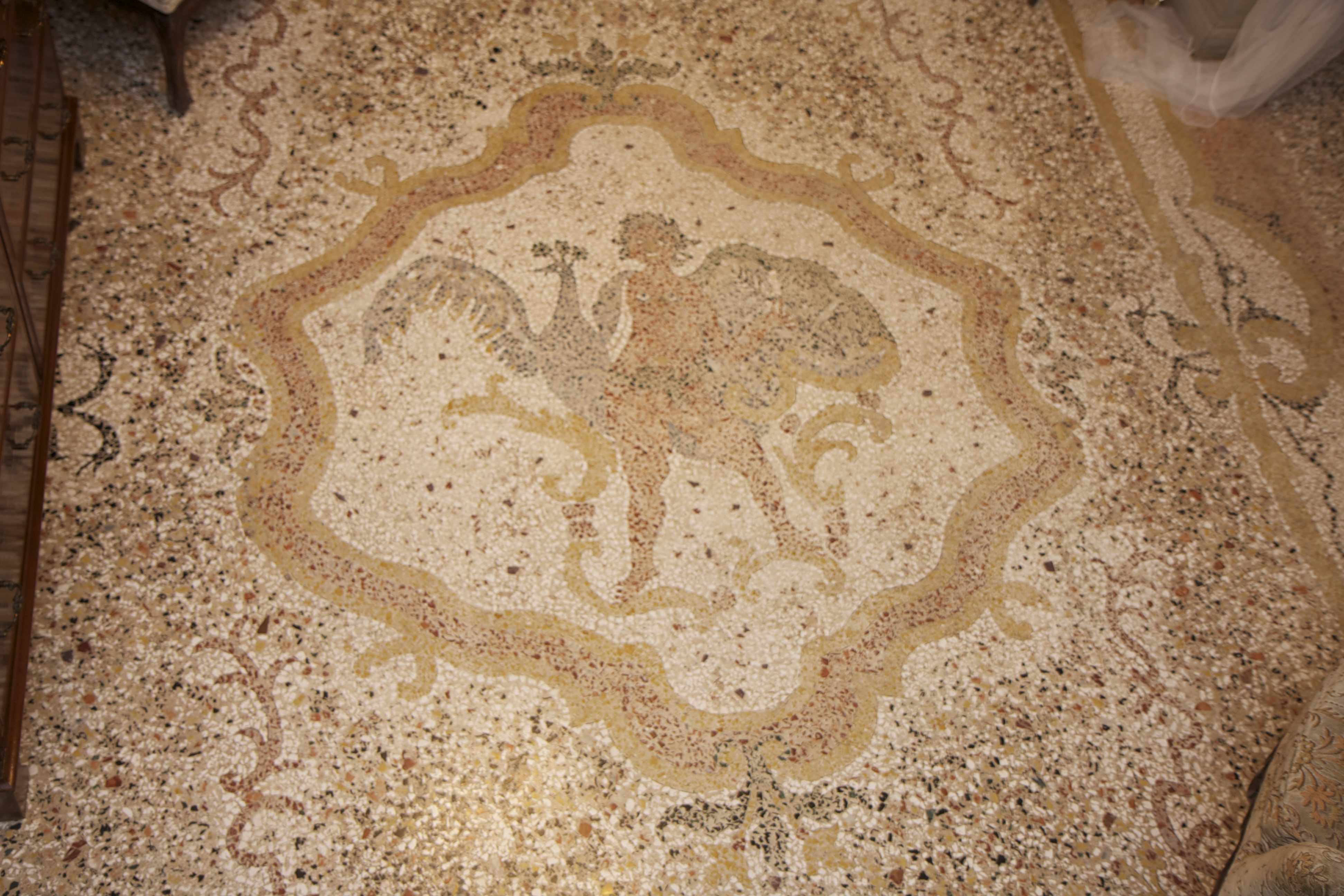
Dekoraties Bodenmosaik im Zimmer der Gräfin